# 中西文化論戰
中西文化論戰源於1962年2月1日，李敖在台灣《文星》雜誌以《給談中西文化的人看看病》一文掀起中西文化論戰，与胡秋原、劉述先等人开始筆戰，参加论战者，支持李敖的有居浩然、许登源、洪成完、何秀煌、陈鼓应等人，支持胡秋原的有徐复观、郑学稼、任卓宣、徐高阮等人。這個話題後來分成兩個部份，一派討論胡適究竟有多大的學問，由任卓宣、鄭學稼與李敖對打，另一派討論“全盤西化”的問題，由胡秋原、劉述先與李敖對陣。

## 概述
1961年10月1日居浩然在《文星》雜志第四十八期刊发表《徐复观的故事》，1961年12月20日，徐复观在《民主评论》十二卷二十四期发表《中国人的耻辱，东方人的耻辱》一文中猛烈抨击胡适。徐复观说：
“看到胡博士在东亚科教会的演说，他以一切下流的辞句，来诬蔑中国文化，诬蔑东方文化，我应当向中国人、东方人宣布出来，胡博士之担任中央研究院院长，是中国人的耻辱，东方人的耻辱。我之所以这样说，并不是因为他不懂文学，不懂史学，不懂哲学，不懂中国的，更不懂西方的，不懂过去的，更不懂现代的，而是他过了七十之年，感到对人类任何学问都沾不到边，于是由过分的自卑心理，发而为狂悖的言论，想用诬蔑中国文化、东方文化的方法，以掩饰自己的无知，向西方人卖俏，因而得点残羹冷炙，来维持早已掉到厕所里去了的招牌。这未免太脸厚心黑了。”
接著，1962年1月1日，胡秋原又在《文星》第五十一期上发表《超越传统派、西化派、俄化派而前进》，他認為应当“认真的、规规矩矩的做人，认真的、规规矩矩的求学，以便将来有机会认真的、规规矩矩的立国”。1962年2月1日，李敖在《文星》第五十二期《给谈中西文化的人看看病》一文，指出
“我们一方面想要人家的胡瓜、洋葱、钟表、番茄、席梦思、预备军官制度，我们另一方面就得忍受梅毒、狐臭、酒吧、车祸、离婚、太保（不知害臊）、大腿舞和摇滚而来的疯狂”。
1962年2月25日，周若木在《政治评论》上发表《论中西文化问题》，称李敖是“胡适的鹦鹉”，是“乱捧又乱骂的双料货色”“他们共同致力于以唯物思想挖掉民族文化的老根，完全一样”，3月1日莫辛的《全面西化论的提出及其评论》一文指出，认为李敖的文章
“仍不过胡适之、陈序经‘全盘西化论’的翻版而已，说得切实点，不过陈序经的旧调重弹而已。尤其他们一个把胡适视为折衷派（陈序经：《全盘西化的辩护》），一个认为胡适不够认真（李敖：《播种者胡适》），那一见解上，使人觉得此二人真是穿着一条裤子。”
3月10日，郑学稼的《论全盘西化和批发西化》，说“因为我们是独立的国家，所以我们对西方的精神文化，只能接受和自己国情相近的，不能够全盘西化或批发西化。”“凡是主张全盘西化和批发西化者，都是虚无主义者或是内心对民族前途已感绝望的人。”。
至此戰火一發不可收拾，支持李敖的有居浩然、许登源、何秀煌、陈鼓应，1962年3月1日李敖又發表《为〈播种者胡适〉翻旧账》，1962年4月，李敖在《文星》第五十四期上发表《我要继续给人看看病》，居浩然批评胡秋原的“俄化”问题简直“不知所云”，甚至要求胡秋原“不妨认真将这些书读通，再谈知识社会学不迟”。對於如此猛烈的攻擊，让胡秋原、徐复观等人發怒了，並迁怒于萧孟能，开始在《世界评论》上撰文反击。1962年5月5日，叶青在《政治评论》發表《中西文化问题之总结》一文，声称
“‘全盘西化’是一种奴婢思想，而现在主张全盘西化的人，多是陈序经的第三代信徒，所以称为‘奴下奴’是再恰当没有了。这些人，目的不在讨论问题，只是由于门户之见，为‘洋大人’、‘学阀’看‘家’而已”。
1962年7月1日，居浩然在《文星》第五十七期發表《从门德雷夫的周期表说起》一文中挖苦胡秋原不懂自然科学，不懂普朗克常數的定義與傅立葉的積分公式，又要“卖弄从通俗科学杂志那里贩来的知识”，胡扯什麼「量子力學解釋有三派」，最後送給胡秋原一副對聯：「不知所云三化論，東拉西扯一團糟」橫批「信口胡言」。至此，叶明勋、何凡退出《文星》。

1962年9月18日，立法委員邱有珍在立法院提出質詢文星案。1962年10月1日《文星》第六十期刊出李敖的长文《胡秋原的真面目》，写胡秋原在“闽变”時的行為，胡秋原惱羞成怒，一狀告上法院。1963年7月1日李敖在第六十九期發表《为“一言丧邦”举证》，文章中继续挖苦胡秋原，说他“不堪造就，竟然恼羞成怒，老下脸皮来控告我”，勸告胡秋原“趁早投筆毀容，披髮入山”。中西文化論戰至此告一段落。當時李敖以一個初出茅廬的青年的形象力抗多位學者，從此成為文化界的知名人物之一，吳祥輝說“他助长了《文星》的气势、风光，也埋下了《文星》的覆亡”。後來胡秋原回憶說
当时《文星》歌诵一人、谩骂一世而无人抵抗，只有我抵抗，于是他们以我为对象了。五六月间，我借《世界评论》答复他们。我说“文化问题无战争”，指出他们的理论、知识，乃至对英文术语之误解。他们恼羞成怒，到九月间，乃以三十年前闽变之事，给我戴红帽子，要“警总调查”我，并说我“一死不足蔽其辜”。我参加闽变是事实，这早无法律问题，而红帽子是惟一死刑之罪。这不是学术问题，而是法律问题。他们也戴郑学稼先生以红帽子，郑先生控之于法院。我则先由律师警告他们，并要他们道歉，他们不理。于是，在五十一年九月十八日，我宣布起诉，后与郑先生案合并审理。
史家唐德剛認為這些所謂的文化論戰，其實都只能算是乾嘉之學的餘燼，本質上都是在故紙堆上找尋答案，在西學上僅止於19世紀的赫胥黎。赫胥黎以後，近百年來的“社會科學”與“行為科學”發展，在中國幾乎是一張白紙。

## 其他中西文化論戰
中西文化論争不仅发生在台湾，在中华民国大陆时期特别是民国北京政府时期，也曾发生过，只不过中西文化论争的话题可能不是他们的中心话题。学衡派、新青年派等等都是曾涉足中西文化之争的主要社派。
新青年派推崇西方文化，认为中国文化属于劣等，主张打倒儒家学说（“孔家店”）、废除中国文化、实行全盘西化。比如，新青年派的钱玄同认为，“废孔学，不可不先废汉文；欲驱除一般人之幼稚的、野蛮的思想，尤不可不先废汉文”；鲁迅认为，汉字是“愚民政策的利器”，是“劳苦大众身上的结核”，“倘若不先除去它，结果只有自己死”；瞿秋白认为，“汉字真正是世界上最龌龊最恶劣最混蛋的中世纪的茅坑”；胡适认为， 中国这个民族是“又愚又懒的民族、一分像人九分像鬼的不长进的民族。我们必须承认自己百事不如人，不但物质机械不如人，不但政治制度不如人，并且道德、知识、文学、音乐、艺术、连身体都不如人”，“汉字不废，中国必亡”，白话文运动可以让汉字这个“象形文字的残根余孽”爬出中世纪的茅坑。
学衡派柳翼谋认为，现代中国人多不敢自信其中华历史文化，或必以西人所言为证，自我标榜为思想进步、新文化，实则是没有独立的主见、良知的判断，为可耻的奴性；“中国所尚，欧美所无者，一概抹杀，不敢提倡，此病甚深。在今日亟宜觉悟”；“故洋奴之习不蠲，中夏之道不明”。
在少年中国学会内部，也曾发生了文化相关的争论。国家主义派的陈启天曾就分歧点作划分，认为在文化上的态度，国家主义是“物心并重”、“拣选本国文化”，共产主义是“唯物史观”、“推翻本国文化”。共产主义派则认为，“中国文化只有小脚与辫子”，至于中国的“仁义道德忠孝节义文学美术”，是“人类同具的本能或倾向”，并非中国独有；“且不论除了小脚和辫子，中国并没有特别的文化；即令有什么特殊的文化，我们也只把他放在世界文化史上，和犹太文化、埃及文化、英国文化、美国文化一样看待”。

## 評論
中國歷史寫作者周非認為，歷來中西文化論戰正反兩方，普遍犯了一個錯誤，就是：把「中國傳統文化」等同於「中國文化」，而將西方文藝復興以後所產生的新文化，直接當作「西方文化」，把兩者拿來進行比較，試圖得出優劣。他認為這種作法是論者「概念不清」，是在錯誤的前提上進行論爭，不僅意義不大，而且無法解決現實問題。

## 外部連結
- 談談台灣早年的中西文化論戰 陶恒生 （页面存档备份，存于）